# Der Dorfschullehrer
Der Dorfschullehrer (anderer Titel von Max Brod: „Der Riesenmaulwurf“) ist eine Erzählung von Franz Kafka, die vom Dezember 1914 bis Januar 1915 entstand, nicht abgeschlossen und postum veröffentlicht wurde. Ein Kaufmann und ein Dorfschullehrer führen einen vergeblichen Kampf um die wissenschaftliche Anerkennung der Existenz eines Riesenmaulwurfs. Es ist aber kein gemeinsamer Kampf, sondern ein zunehmend verbittertes Gegeneinander.

## Inhalt
1. Abschnitt
Der Erzähler, ein Kaufmann, schildert den Fall eines Riesenmaulwurfs, der in einem Dorf auftaucht, von den Leuten der Umgebung bestaunt wird und vom alten Dorfschullehrer in einer kleinen Schrift beschrieben wird. Der Dorfschullehrer kann aber kein Interesse bei den Wissenschaftlern erreichen. Ein Gelehrter fertigt ihn damit ab, dass wohl die schwarze, fette Erde schuld am Riesenwuchs sei. Der Dorfschullehrer hat darüber und über seine sonstigen schlechten Erfahrungen und seine Not einen Nachtrag zu seiner ursprünglichen Schrift veröffentlicht.
2. Abschnitt
Durch das Lesen dieses Nachtrags ist dem Erzähler das Schicksal des Dorfschullehrers so zu Herzen gegangen, dass er, ohne Näheres vom Maulwurf und der ersten Drucksache zu wissen, eigene Untersuchungen anstellt. Er will dem Dorfschullehrer zum verdienten wissenschaftlichen Ansehen verhelfen.
3. Abschnitt
Daraus erwächst aber keine fruchtbare Zusammenarbeit. Der Dorfschullehrer traut dem Kaufmann nicht, missversteht ihn, hat teilweise auch berechtigte Einwände. Der Kaufmann, erst ganz Menschenfreund, verbeißt sich ähnlich wie sein Gegenüber in die Maulwurf-Thematik und hält nun nur noch seine Erkenntnisse für richtig.
4. Abschnitt
Er scheitert genau wie der Dorfschullehrer. Auch er hat eine Drucksache veröffentlicht und später einen enttäuschten Nachtrag dazu. Er will sich nun aus der Sache zurückziehen. Beim letzten Treffen mit dem Dorfschullehrer, dem er anfangs so helfend zugetan war, möchte er diesen nur noch wie etwas sehr Lästiges schnell aus seiner Wohnung haben.

## Textanalyse und Deutungsansatz
Hintergrund
Kafka hatte im Herbst 1914 eine Soldatengeschichte von einem lebensrettenden Maulwurf im Schützengraben gehört. Er beschreibt sie in einem Tagebucheintrag von 4. November 1914. Aufgrund des zeitlichen Zusammenhangs mit der Entstehung dieser Erzählung ist ein Bezug sehr wahrscheinlich.
Der Riesenmaulwurf
Das äußerliche Erscheinungsbild des monströsen Maulwurfs lässt eher an eine Tierfabel oder ein Wesen aus dem Panoptikum denken. Er wird nicht näher wissenschaftlich beschrieben. Nur so viel wird über ihn gesagt, dass er tödlichen Widerwillen hervorrufen könnte und fast zwei Meter groß ist. Wie er genau beschaffen ist, ist für die Geschichte auch nicht interessant, denn letztlich geht es ja nicht um ihn.
Das Scheitern
Es geht um das Verhältnis der beiden, die sich dieser Sache verschrieben haben und die beide zeitversetzt scheitern, sowohl an ihrem Untersuchungsgegenstand als auch in ihrer gegenseitigen Beziehung. Das Tragische liegt darin, dass die Begeisterung des Dorfschullehrers und das Mitleid des Kaufmanns nicht zu einem Miteinander führt, sondern zu einem gegenseitigen Sich-Aufreiben.
Sucht man die Ursache dafür, könnte man heranziehen, dass beide diesen wissenschaftlichen Gegenstand der Biologie mangels der spezifischen Ausbildung nicht bewältigen konnten oder zumindest nicht in der entsprechenden Fachterminologie vermitteln konnten. Außerdem war beim einen Mitleid, beim anderen Hoffnung auf Wohlstand die Triebfeder, also kein wissenschaftlicher Forschungsdrang. Eine wissenschaftliche Analyse wird auch im Text nicht vorgeführt.
Wie steht es aber um die auftretenden Wissensexperten? Der erwähnte Gelehrte und eine namhafte Landwirtschaftszeitung äußern sich völlig unqualifiziert und ignorant. Sie wären sicher nicht berufen, dem Thema Geltung zu verschaffen.
Es geht in der Erzählung aber ohnehin nur am Rande um einen satirischen Wissenschaftsstreit, sondern vielmehr um die Unvereinbarkeit menschlichen Strebens.

## Verbleib des Manuskripts
Das Manuskript von Kafkas Der Dorfschullehrer ist in der Dauerausstellung im Literaturmuseum der Moderne in Marbach zu sehen.

## Ausgaben
- Sämtliche Erzählungen. Herausgegeben von Paul Raabe, Fischer-Taschenbuch-Verlag, Frankfurt am Main 1970, ISBN 3-596-21078-X.
- Die Erzählungen Originalfassung herausgegeben von Roger Herms, Fischer Verlag 1997, ISBN 3-596-13270-3.
- Nachgelassene Schriften und Fragmente 1. Herausgegeben von Malcolm Pasley, Fischer, Frankfurt am Main 1993, ISBN 3-10-038148-3, S. 310–313, 194–216.

## Sekundärliteratur
- Peter-André Alt: Franz Kafka: Der ewige Sohn. Eine Biographie. C.H. Beck, München 2005, ISBN 3-406-53441-4.
- Bernard Dieterle: Kleine nachgelassene Schriften und Fragmente 2. In: Manfred Engel, Bernd Auerochs (Hrsg.): Kafka-Handbuch. Leben – Werk – Wirkung. Metzler, Stuttgart, Weimar 2010, ISBN 978-3-476-02167-0, S. 260–280, bes. 266–268.